# Distretto di Kaztalovka
Il distretto di Kaztalovka (in kazako: Қазтал ауданы) è un distretto (audan) del Kazakistan con  capoluogo Kaztalovka.